# Pojken, mullvaden, räven och hästen
Pojken, mullvaden, räven och hästen (engelska: The Boy, the Mole, the Fox and the Horse) är en bok av den brittiske konstnären Charlie Mackesy. Boken var från början illustrationer som författaren lade ut på sociala medier 2018, som ett sätt att bearbeta med sin sorg över att ha förlorat en vän. Charlie beslutade senare att göra en bok av sina illustrationer som publicerades 2019. 
Boken tar upp ämnen som lojalitet, vänskap och lycka. Boken blev en kortfilm samma år, och översattes på svenska 2020 av Uje Brandelius.